# Displaced Person

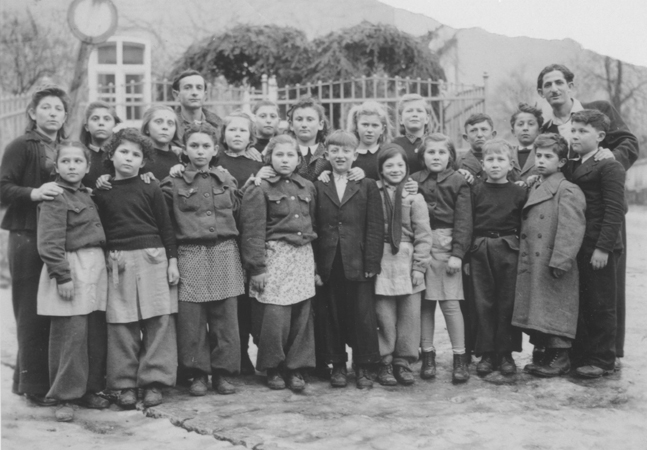
Schulkinder im DP-Lager Schauenstein (1946)

Der Begriff Displaced Person (kurz DP) ist englisch für eine „Person, die nicht an diesem Ort beheimatet ist“, im Plural auch Displaced People, und wurde im Zweiten Weltkrieg vom Hauptquartier der alliierten Streitkräfte (SHAEF) geprägt.

## Displaced Persons im Zweiten Weltkrieg
Als „DP“ wurde in dieser Zeit eine Zivilperson bezeichnet, die sich kriegsbedingt außerhalb ihres Heimatstaates aufhielt und ohne Hilfe nicht zurückkehren oder sich in einem anderen Land neu ansiedeln konnte. Unmittelbar nach der Gründung der United Nations Relief and Rehabilitation Administration (UNRRA) wurde im November 1943 beschlossen, dass diese internationale Hilfsorganisation sich um Unterbringung, Versorgung und Rückführung in deren Heimat kümmern sollte, sobald die militärische Lage das zulassen würde. In einem Memorandum, das erstmals im Sommer 1944 formuliert wurde, legten die Alliierten Regelungen, Aufgaben und Zuständigkeiten für ihre Truppen fest, wie DPs unterzubringen, zu versorgen und zu verwalten waren. DPs waren vor allem Zwangsarbeiter und Zwangsverschleppte der nationalsozialistischen Herrschaft, die vornehmlich aus Ost-, aber auch aus Westeuropa stammten und sich bei Kriegsende in Deutschland aufhielten. Die alliierten Armeen rechneten 1944 mit 11,3 Millionen DPs.
Die Bezeichnung wurde bereits 1943 durch den Migrationsforscher Eugene M. Kulischer in anderem Sinn verwendet, nämlich „für solche Personen, die durch die Achsenmächte oder durch eine mit ihnen verbündete Macht während des Zweiten Weltkriegs aus ihrer Heimat deportiert oder durch einen Arbeitsvertrag zum Verlassen ihrer Heimat gezwungen waren“.

## Displaced Persons nach dem Zweiten Weltkrieg

### Unterscheidung der DPs
Zu den „DPs“ gehörten Zwangsarbeiter, die während des Krieges zur Arbeit in deutschen Betrieben verpflichtet worden waren, ferner Kriegsgefangene, ehemalige Konzentrationslagerhäftlinge und Osteuropäer, die nach Kriegsbeginn entweder freiwillig in Deutschland eine Arbeit aufgenommen hatten oder 1944 vor der sowjetischen Armee geflüchtet waren.
Das SHAEF verstand unter DPs „alle Zivilisten außerhalb der Grenzen ihrer Heimatstaaten“, die zu ihrem Aufenthalt in der Fremde durch Kriegseinwirkung im weitesten Sinn gekommen waren und die alliierte Hilfe brauchten, um heimzukehren oder sich in einem anderen Land ansässig zu machen. Grob unterteilt wurden sie in
- Angehörige der in den am 26. Juni 1945 gegründeten UN zusammengeschlossenen Staaten (UNDPs)
- Angehörige ehemaliger Feindstaaten (ex-enemy DPs), aus Italien, Finnland, Rumänien, Bulgarien und Ungarn
- Angehörige von Feindstaaten (enemy DPs), aus Deutschland, Österreich, Japan
- Staatenlose bzw. Personen, die ihre behauptete Nationalität nicht nachweisen konnten

Spezielle Kategorien waren:
- sowjetische DPs wegen der vertraglichen Vereinbarungen über ihre Repatriierung auf der Konferenz von Jalta
- UNDPs, die sich schon vor Kriegsbeginn im Ausland aufhielten
- Personen, die Anspruch auf Kriegsgefangenenstatus als Angehörige von UN-Staaten erhoben
- nicht-internierte britische und amerikanische Staatsbürger
- Personen mit zweifelhafter Staatsbürgerschaft, die UNDP-Status beanspruchten
- Personen, deren Nationalität durch Territorialveränderungen berührt war
- rassisch, religiös oder politisch Verfolgte
- Angehörige neutraler Staaten (Schweizer, Schweden)
- nichtdeutsche Kollaborateure

Als „DPs“ anerkannt wurden daher auch ca. 300.000 jüdische Flüchtlinge, die 1946/47 nach antisemitischen Exzessen in Polen und Osteuropa (siehe Pogrom von Kielce) in die westlichen Besatzungszonen Deutschlands flohen. In den späteren westlichen Besatzungszonen befanden sich zum Ende des Zweiten Weltkriegs etwa 6,5 Millionen DPs, für die in der amerikanischen Besatzungszone 1946 etwa 450 Lager eingerichtet worden waren.

### Repatriierung
Repatriierung nannte man in der Nachkriegszeit die organisierte Rückführung entwurzelter und versprengter Menschen in den Staat, dessen Bürger sie waren. Die Streitkräfte der Alliierten begannen mit der Rückführung auf der Grundlage der in Jalta getroffenen Vereinbarungen. Weil die Menschen auf eigene Faust in Trecks durchs Land zogen, wurden sie zunächst in Lager gebracht und dort versorgt. Die Arbeit wurde von einer internationalen Hilfsorganisation übernommen, der 1943 gegründeten UNRRA, einer Unterorganisation der Vereinten Nationen, unter der Leitung der Militärverwaltungen der westlichen Besatzungszonen.
Angesichts der Kriegswirren ist die genaue Zahl ungeklärt, sie wird mit zwischen 6,5 und 12 Millionen beziffert, wobei sich die letztere Zahl auf alle von den Alliierten befreiten DPs bezieht, also auch auf jene, die sich in den zuvor von Deutschland besetzten Gebieten befanden. Ein großer Teil dieser Menschen konnte relativ schnell von den Alliierten in ihre Ursprungsländer zurückgeführt („repatriiert“) werden. In den Fällen von Staatsangehörigen der westlichen Alliierten stellte die Repatriierung ein geringes Problem dar. Auch die Rückkehr von Zwangsarbeitern aus Nord-, West- und Südeuropa verlief den Umständen entsprechend zügig. Bis September 1945 konnten alle bis auf ungefähr 1,2 Millionen DPs repatriiert werden.
Nur die Heimführung von Fremdarbeitern aus Osteuropa, insbesondere der Ukraine und dem Baltikum, dauerte unverhältnismäßig lange. Dies hatte vor allem zwei Gründe: So konnten beispielsweise die ehemaligen Zwangsarbeiter aus Polen erst Ende 1945 aus Ludwigshafen heimkehren, da die Sowjetunion erst auf der Rückführung aller sowjetischen Bürger bestanden hatte, bevor sie den Weg durch ihre Besatzungszone auch anderen DPs erlaubte.
Auch kam es vor, dass sich ehemalige polnische Zwangsarbeiter der Rückführung widersetzten, da sie nicht in ihre kommunistisch regierte Heimat zurückkehren wollten. In dieser Haltung wurden sie auch durch Funktionäre der polnischen Exilregierung bestärkt. Dazu kam die Tatsache, dass der Ostteil Polens von der Sowjetunion annektiert worden war. Unter den sowjetischen Zwangsarbeitern herrschte oft die Furcht, in der Sowjetunion nach ihrer Heimkehr für ihre Zwangsarbeit beim deutschen Gegner bestraft zu werden. Diese Sorge war begründet, da es umfangreiche Repressalien gab und von den repatriierten Sowjetsoldaten 157.000 wegen des Verdachts der Kollaboration hingerichtet wurden.
In der Sowjetunion waren zunächst die rückwärtigen Stellen der Roten Armee für die Rückführung sowjetischer Staatsbürger zuständig. Spätestens in der zweiten Jahreshälfte 1944 waren diese Strukturen aber weitgehend überfordert angesichts der schnell anschwellenden Zahl von DPs, auf die die sowjetischen Truppen bei ihrem sich beschleunigenden Vormarsch trafen und die sie von den ebenfalls schnell vorankommenden Alliierten überstellt erhielten. Aus diesem Grund ordnete Außenminister Wjatscheslaw Michailowitsch Molotow im Oktober 1944 die Einrichtung einer Repatriierungsbehörde unter der Führung von General Filipp Iwanowitsch Golikow mit einer Planzahl von 1710 Mitarbeitern an. Im Rahmen dieser Organisation sollten das Innenministerium der UdSSR und der Militärgeheimdienst SMERSch die politische „Filtration“ der Betroffenen sicherstellen. Zudem verhandelte die Behörde mit den Alliierten und den Regierungen zuvor besetzter Länder über den Umgang mit Sowjetbürgern in deren Zugriff und organisierte die Ansiedlung der Repatriierten in der Sowjetunion. Allerdings waren diese Strukturen nahezu konstant überfordert. Die Überprüfung der zahlreichen DPs in Auffanglagern war in den meisten Fällen in den dafür vorgesehenen zehn Tagen nicht zu leisten. Spätestens im Sommer 1945 fand wegen dieser Überlastung und der nicht mehr bestehenden unmittelbaren Gefahr der Untergrundtätigkeit für die Achsenmächte grundsätzlich zunächst die Rückführung in die jeweilige Heimat und dann eine dort nachgeholte Filtration statt.
Von 1944 bis Juli 1945 waren rund 1,5 Millionen Menschen in sowjetisch kontrollierte Gebiete zurückgekehrt. Von diesem Zeitpunkt an folgte eine gewaltige, kaum organisierte Rückkehrerwelle. Für die Zeit von August bis November 1945 wird von rund drei Millionen Rückkehrern ausgegangen. In diesem Zeitraum wurden viele Menschen nicht erfasst und auch nicht nach den staatlichen Vorgaben zur Repatriierung behandelt. Insbesondere ehemalige Zwangsarbeiter wurden häufig ohne Rechtsgrundlage von einzelnen Einheiten der Roten Armee, teils erneut zwangsweise, als Zivilarbeiter verpflichtet. Diese Praxis wurde im August 1946 mit einem Befehl des Verteidigungsministeriums untersagt. Irregulär beschäftigte DPs mussten danach entweder einen Arbeitsvertrag erhalten oder in die Sowjetunion entlassen werden. Weibliche DPs wurden häufig Opfer sexueller Gewalt durch Soldaten der Roten Armee.
Obwohl es bei den Westalliierten Vorbehalte gegen die Rückführung von Sowjetbürgern gab, kamen sie in den meisten Fällen den diesbezüglichen Forderungen nach, weil die militärische Unterstützung durch die Sowjetunion weiterhin benötigt wurde und die Sowjetunion anfangs den Zugriff auf zahlreiche ehemalige westalliierte Kriegsgefangene hatte, die die Rote Armee aus der Hand der Achsenmächte befreit hatte. Zudem hatten die Westalliierten und die europäischen Staaten kein Interesse an der dauerhaften Versorgung und Verwaltung Hunderttausender DPs aus der Sowjetunion.
Insgesamt kehrten rund 4,2 Millionen Staatsbürger von 1944 bis 1946 in die Sowjetunion zurück. 6,5 % von ihnen wurden während der Filtration im engeren Sinn mit dem Zweck der Strafverfolgung verhaftet. Das betraf vor allem Kriegsgefangene auf beiden Seiten, bei denen die Verhaftungsquote in der Filtration 14,7 % betrug. Unter den Zivilisten wurden 1,8 % verhaftet. Eine Mehrheit der vormaligen Kämpfer auf Seiten der Achsenmächte wurde zunächst für sechs Jahre in Lager eingewiesen, ohne dass eine individuelle juristische Anklage bestand. Zudem wurden 14,5 % der Rückgeführten zumindest für mehrere Monate in Arbeitsbataillone eingegliedert und in dieser Zeit noch einmal politisch überprüft. Das betraf einen Großteil vormaliger Kriegsgefangener und der Zwangsarbeiter im wehrfähigen Alter. Rund 58 % der Rückkehrer, mehrheitlich Frauen, wurden sofort in die Sowjetunion entlassen. Unter ihnen erhielten allerdings viele Angehörige ethnischer Minderheiten zwangsweise einen Wohnort zugewiesen. Deren Anteil an den gesamten Repatriierten wird auf rund 5 % geschätzt. Zudem durften alle Repatriierten sich nur mit Sondergenehmigung in den Großräumen von Kiew, Leningrad und Moskau ansiedeln.
Auf einen wesentlichen Teil der Rückkehrer hatte der Staat zunächst keinen Zugriff. So hatte die Verwaltung der Weißrussischen Sozialistischen Sowjetrepublik bis zum August 1945 rund 100.000 Rückkehrer erfasst, von denen aber nur rund 40.000 auf organisierte Weise erschienen waren. In der Ukrainischen Sozialistischen Sowjetrepublik hatten zum Jahresbeginn 1946 knapp 380.000 der 653.000 Repatriierten die Filtration durchlaufen.
Für die wieder an ihren Wohnorten angesiedelten Repartriierten legte die Sowjetregierung Hilfsprogramme auf, deren Sach- und Geldleistungen allerdings in vielen Fällen nicht bei den vorgesehenen Empfängern ankamen. Zudem kam es häufig zu Konflikten, da in der Bevölkerung die Meinung verbreitet war, dass zumindest die Zwangsarbeiter im Deutschen Reich verhältnismäßigen Reichtum erworben hätten. In einigen Fällen zogen lokale Behörden die Rückkehrer zu zwangsweise Arbeiten als „Wiedergutmachung“ von deren Arbeitsleistung im Dienst der Achsenmächte heran. Bis in die 1960er Jahre hinein sahen sich Repatriierte Misstrauen wegen möglicher Spionage- und Sabotagetätigkeit sowie einer verschärften Kontrolle durch die Staatsorgane ausgesetzt.
Im Winter 1945/1946 kam die Repatriierung der DPs fast vollständig zum Erliegen. Die verbliebenen DPs wurden großteils als nicht repatriierbar bezeichnet.

### Zwangsrepatriierung
Gemäß den Vereinbarungen auf der Konferenz von Jalta unterzeichneten die westlichen Regierungen am 11. Februar 1945 ein Abkommen mit der Sowjetunion, in dem festgelegt wurde, welcher Personenkreis zwangsweise zu repatriieren war. Ein Kriterium von fünf möglichen musste erfüllt sein:
1. Wohnsitz auf sowjetischem Territorium am 1. September 1939
2. nach der Konferenz von Jalta in westalliierte Hand geraten
3. am 22. Juni 1941 oder später dienstpflichtig in der Roten Armee
4. Gefangennahme in einer deutschen Uniform
5. Nachweis für Kollaboration

Die Punkte 1 und 2 sollten verhindern, dass die Vertragsumsiedler, die eigentlich nie etwas mit der Sowjetunion zu tun gehabt hatten, von einer Zwangsrepatriierung in die Sowjetunion bedroht waren. Auch polnische Ukrainer und Esten, Letten und Litauer, die aus Gebieten stammten, die erst nach dem 1. September 1939, also erst im Verlauf des Zweiten Weltkriegs sowjetisch geworden waren, fielen nicht unter den zu repatriierenden Personenkreis. Als Vertragsumsiedler wurden die Volksdeutschen bezeichnet, die zwischen 1939 und 1941 aufgrund zwischenstaatlicher Verträge überwiegend in den Warthegau umgesiedelt wurden. Dazu gehörten die rund 54.000 Galizien-, 74.000 Wolhynien- (aus dem polnischen Teil), 89.000 Bukowina- und 93.000 Bessarabiendeutschen.
Die meisten Staatsbürger der Sowjetunion wurden bereits bis Ende September 1945 in die UdSSR zurückgebracht. Obwohl dies mehrheitlich freiwillig geschah, gab es auch Fälle von Zwang. Viele Sowjetbürger wollten auf keinen Fall wieder zurück. Infolgedessen kam es des Öfteren zu Massenselbstmorden in den Lagern wie bei der Lienzer Kosakentragödie. Menschen, die zuvor von Nationalsozialisten deportiert worden waren, wurden in der UdSSR wegen Kollaborationsverdachts bestraft. Rotarmisten, die in deutsche Kriegsgefangenschaft geraten waren und sie überlebt hatten, galten als Verräter. Noch während des Krieges waren über 150.000 durch Schnellgerichte zum Tode verurteilt worden. Ein großer Teil der nun Heimkehrenden wurde in eigens errichtete Lager und in Arbeitsbataillone gebracht.
Die Zwangsrepatriierung stieß auch in den Truppen sowie in Politik und Öffentlichkeit der westalliierten Staaten auf Widerspruch. Ein breites Presseecho fand ein Vorfall im Januar 1946 im Internierungslager Dachau, als 475 ehemalige sowjetische SS-Angehörige sich der Repatriierung widersetzten. US-Truppen gingen gewaltsam dagegen vor. Während der Auseinandersetzungen nahmen sich 14 Gefangene das Leben.

### Neuansiedlung
Ab Anfang 1947 wurde versucht, die bisher nicht repatriierten DPs in anderen Ländern anzusiedeln. Zu den Aufnahmeländern gehörten unter anderem Großbritannien, Kanada, Belgien, USA, Frankreich, Australien. Die Ansiedlung erfolgte unter dem humanitären Begriff Resettlement, glich aber durch die Auswahl arbeitsfähiger und Bevorzugung alleinstehender Personen der damals üblichen Anwerbung dringend benötigter ausländischer Arbeitskräfte. Sowohl die legale als auch die illegale Auswanderung von Juden nach Palästina beschleunigte 1948 die Gründung des Staates Israel. Da Länder wie die Vereinigten Staaten keine Tuberkulose-Kranken aufnahmen, blieb vielen DPs eine Neuansiedlung (englisch resettlement) verwehrt.
Die verbliebenen oder zurückgekehrten Displaced Persons, darunter viele Juden, blieben teilweise jahrelang in DP-Lagern, wo sie von der UNRRA, ab 1947 von ihrer Nachfolgerin International Refugee Organization, IRO, und von jüdischen Organisationen wie dem Joint Distribution Committee betreut wurden. Die Situation in den Lagern war anfangs kritisch, was im Harrison-Report zum Ausdruck kam; teilweise handelte es sich bei den Unterkünften um ehemalige Zwangsarbeiter- oder Konzentrationslager (z. B. Belsen oder Haid), in denen die Befreiten nun leben sollten. Zudem wurden sie von der deutschen Bevölkerung und auch der Verwaltung diskriminiert. Aufgrund der ungeklärten Perspektive wurden in einigen größeren Lagern Bildungseinrichtungen wie Kindergärten und Lehrerseminare eingerichtet.
Nach der Gründung der Bundesrepublik Deutschland wurde die Gleichstellung der verbliebenen DPs mit der deutschen Bevölkerung 1951 in einem eigenen „Gesetz zur Rechtsstellung heimatloser Ausländer“ außerhalb eines allgemeinen Flüchtlingsgesetzes geregelt; einige von ihnen blieben staatenlos. 1957 verließen die letzten DPs, jüdische Holocaustüberlebende, das Lager Föhrenwald in Oberbayern; das Lager wurde 1958 geschlossen.